# Schottische Badmintonmeisterschaft 1963
Die Schottische Badmintonmeisterschaft 1963 fand bereits vom 8. bis zum 9. Dezember 1962 in Edinburgh statt. Es war die 42. Austragung der nationalen Meisterschaften von Schottland im Badminton.

## Titelträger
| Disziplin    | Sieger                              |
| ------------ | ----------------------------------- |
| Herreneinzel | Robert McCoig                       |
| Dameneinzel  | Muriel Ferguson                     |
| Herrendoppel | Robert McCoig Frank Shannon         |
| Damendoppel  | Catherine Dunglison Muriel Ferguson |
| Mixed        | Mac Henderson Catherine Dunglison   |